# 1er bataillon étranger de parachutistes
Le 1er bataillon étranger de parachutistes est une unité militaire de la Légion étrangère française.

## Histoire
Activé en Algérie au milieu de l’année 1948, le bataillon participe à la première guerre d'Indochine (1946-1954), au cours de laquelle il est anéanti à deux reprises. Au début de 1955, le 1er BEP retourne en Afrique du Nord pour réprimer les activités rebelles croissantes dans cette région.
Le 30 avril 1961, l'unité est dissoute.